# Bóreas rapta a Oritía
Bóreas rapta a Oritía es un cuadro del pintor Peter Paul Rubens, realizado en 1620, que se encuentra en la Academia de Bellas Artes de Viena, en Austria.

## El tema
Entre las deidades menores de los griegos se encontraban los vientos, unos desfavorables para los humanos y otros propicios o regulares, entre los que se encontraba el dios del frío viento invernal Bóreas.
Su representación más frecuente es la narrada en Las metamorfosis de Ovidio: el secuestro de la princesa Oritía, hija de Erecteo, mientras esta jugaba con el río Iliso para hacerla su esposa y con ella concebir a sus hijos.
Otros autores le representaron en este episodio o solo, como Sebastiano del Piombo, que realizó un fresco en la Villa de Agostino Chigi (actual Villa Farnesina), u Oswald von Glehnlle, ambos con obras homónimas o John William Waterhouse, autor de Bóreas.

## Descripción de la obra

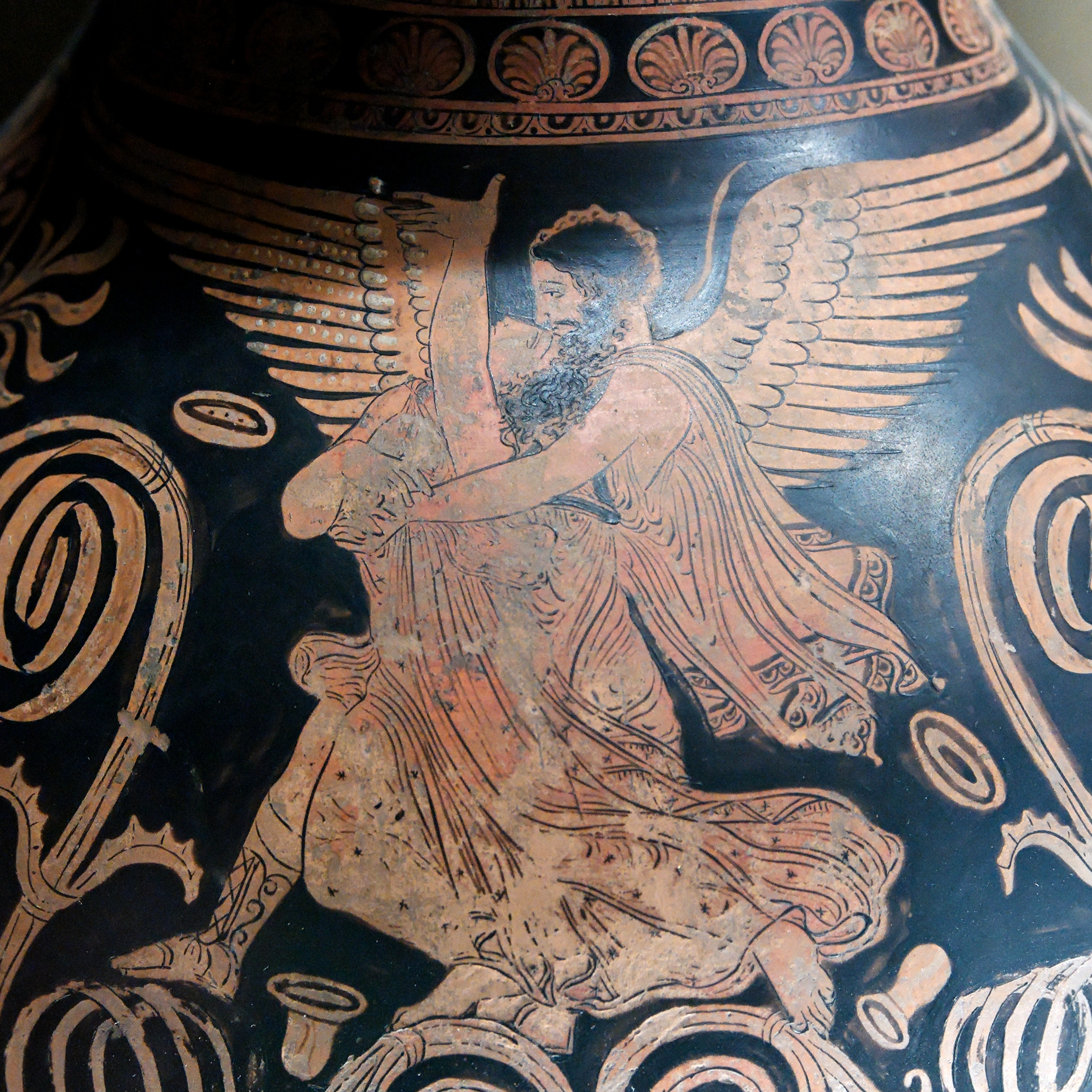
El rapto de Oritía por Bóreas en un enócoe de figuras rojas apulio, c. 360 a. C.

El dios del viento invernal, alado, con barba y cabello helado y una túnica, acompañado de varios amorcillos jugueteando con bolas de nieve, secuestra a la princesa ateniense, a la que trasladará a su tierra, Tracia que para los griegos, era la región fría por antonomasia.